# Команда Шаркі
Команда Шаркі (англ. Sharky's Machine) — американський бойовик 1981 року.

## Сюжет
Сержанта Тома Шаркі з підрозділу по боротьбі з наркотиками, за порушення дисципліни переводять в поліцію моралі. Як і раніше він дотримується своєї особистої системи нещадної боротьби зі злочинцями. Закохавшись в високооплачувану повію, на ім'я Доміно, він, завдяки їй, виходить на крупного ділка підпільного бізнесу, італійця Віктора Скареллі. Шаркі збирає команду однодумців, щоб притягнути до кримінальної відповідальності боса мафії. Тим часом бандити починають справжнє полювання на членів команди Шаркі.

## У ролях
| Актор            | Роль               |
| ---------------- | ------------------ |
| Берт Рейнольдс   | сержант Том Шаркі  |
| Вітторіо Гассман | Віктор Скореллі    |
| Брайан Кіт       | Папа               |
| Чарльз Дернінг   | лейтенант Фріско   |
| Ерл Голліман     | Дональд Готчкінс   |
| Берні Кейсі      | Арч                |
| Генрі Сільва     | Біллі Скор         |
| Річард Лібертіні | Нош                |
| Дерріл Гікман    | Смайлі             |
| Рейчел Ворд      | Доміно             |
| Джозеф Масколо   | Джо Тіпс           |
| Керол Локателл   | Мейбл              |
| Гарі Родс        | Хайбол Мері        |
| Джон Фідлер      | Барретт            |
| Джеймс О'Коннелл | Твігс              |
| Вел Ейвері       | детектив Тед Ропер |
| Сьюзі Пей        | Сайакван           |